# Hennes Weisweiler
Hennes Weisweiler (Erftstadt, 1919. december 5. – Zürich, 1983. július 5.) német labdarúgó, középpályás, edző.

## Pályafutása
Az 1. FC Köln 1948-ban alakult meg, Weisweiler tagja volt a klub legelső csapatának, valamint 1949-től a klub játékos-edzőjeként funkcionált. 1948 és 1952 között összesen hatvankét bajnoki mérkőzésen lépett pályára a csapatban. 1954–55-ben a nyugatnémet válogatott másodedzőjeként dolgozott, majd visszatért a kölniekhez, 1955 és 1958 között ismét a klub edzőjeként dolgozott. 1958-tól hat éven keresztül a városi rivális Viktoria Köln csapatát irányította, majd 1964-ben kinevezték őt az akkor másodosztályú Borussia Mönchengladbach vezetőedzőjének; a csapatot első idényében feljuttatta az élvonalba. A Mönchengladbach edzőjeként az 1969–70-es idényben megszerezte a klub történetének első Bundesliga bajnoki címét, amit az utána lévő szezonban meg is védett. Az 1972–73-as idényben nyugatnémet kupagyőztes lett, valamint az UEFA-kupa-döntőjéig vezette a Mönchengladbachot, a döntőben azonban az angol Liverpool csapata bizonyult jobbnak. Weisweiler az 1974–75-ös szezonban a klub történetének harmadik Bundesliga címét is megszerezte, valamint a csapatot ismét az UEFA-kupa-döntőjéig vezette, és ezúttal a holland Twente csapata ellen a Mönchengladbach került ki győztesen. Weisweiler az 1975–76-os idényben a spanyol élvonalbeli FC Barcelona csapatát irányította és ezüstérmes lett a bajnokságban. 1976-ban visszatért az NSZK-ba ahol ismét az 1. FC Köln csapatánál vállalt munkát; a klubbal két nyugatnémet kupagyőzelmet (1977, 1978) és egy Bundesliga címet ünnepelhetett (1978). 1980 és 1981 között az egyesült államokbeli New York Cosmos élén dolgozott, 1980-ban észak-amerikai bajnok lett a csapattal. Az 1982–83-as szezonban a svájci élvonalbeli Grasshopper vezetőedzője volt; az idény végén bajnokságot és kupát nyert a zürichi csapattal.

## Halála
Weisweiler 1983. július 5-én szívrohamban hunyt el Svájcban.

## Sikerei, díjai

### Edzőként
Borussia Mönchengladbach
- Bundesliga: 1969–70, 1970–71, 1974–75
- Nyugatnémet kupagyőztes: 1972–73
- UEFA-kupa győztes: 1974–75

 1. FC Köln
- Bundesliga: 1977–78
- Nyugatnémet kupagyőztes: 1976–77, 1977–78

 New York Cosmos
- Észak-amerikai labdarúgó-bajnokság: 1980

 Grasshopper
- Svájci bajnok: 1982–83
- Svájci kupagyőztes: 1982–83